# Chiesa dei Santi Quirico e Giulitta (Carate Urio)
La chiesa dei Santi Quirico e Giulitta è la parrocchiale di Urio, frazione del comune sparso di Carate Urio, in provincia e diocesi di Como; fa parte del vicariato di Cernobbio.

## Storia
L'originaria cappella romanica di Urio, dotata di due campanili, fu citata per la prima volta nel 1490; alla fine del XVI secolo il vescovo Feliciano Ninguarda, durante la sua visita pastorale, trovò che la chiesa Sanctorum Martyrum Quirici ac Iovitae villae Urij dipendeva dalla pieve di Zezio, di cui era filiale già nel Trecento, e che il numero dei fedeli era pari a 116.
Questi ultimi risultavano saliti a 235 nel 1780 e a 239 nel 1788.
Dopo esser stata ripetutamente danneggiata dalle esondazioni del vicino torrente (anni 1752, 1814 e 1841), nel 1865 la parrocchiale venne ricostruita. Alla precedente chiesa apparteneva già l'attuale campanile, il quale, secondo alcuni studiosi sarebbe stato tuttavia rifatto nella parte a bifore.
Dalla relazione della visita pastorale del 1892 del vescovo Andrea Carlo Ferrari si apprende che la rendita del beneficio era incirca 160 lire, che i fedeli erano 361 e che la parrocchiale, avente alle proprie dipendenze gli oratori della Santissima Trinità e della Natività della Beata Vergine in località Cavadino, era sede della confraternita del Santissimo Sacramento.

## Descrizione

### Esterno
La facciata a capanna della chiesa, rivolta a sudest verso il Lario, è scandita da quattro lesene tuscaniche, sorreggenti il fregio liscio e il timpano di forma triangolare, e presenta al centro il portale d'ingresso, sormontato da una mensola e da una finestra semicircolare.
Annesso alla parrocchiale è il campanile romanico a base quadrata, in sasso di Moltrasio; la doppia cella presenta su ogni lato una bifora ed è coperta dal tetto a quattro falde.

### Interno
L'interno dell'edificio si compone di un'unica navata, sulla quale si affacciano le cappelle laterali e le cui pareti sono scandite da paraste sorreggenti il cornicione sopra il quale si impostano le volte; al termine dell'aula si sviluppa il presbiterio, rialzato di alcuni gradini e chiuso dall'abside semicircolare.
Qui sono conservate diverse opere di pregio, tra cui due tavole rinascimentali raffiguranti rispettivamente l'Assunzione e i Santi Rocco e Domenico e una pala con soggetto l'Immacolata, in stile morazzoniano.